# Mandoloncelle
 (novembre 2024).
Si vous disposez d'ouvrages ou d'articles de référence ou si vous connaissez des sites web de qualité traitant du thème abordé ici, merci de compléter l'article en donnant les références utiles à sa vérifiabilité et en les liant à la section « Notes et références ».

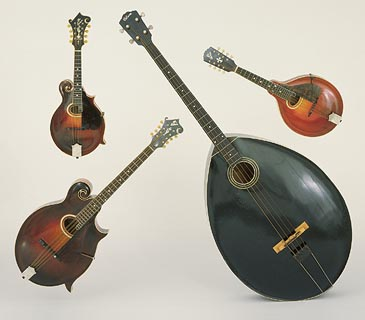
Mandoloncelle (en bas à gauche)

Le mandoloncelle (en italien mandoloncello et en anglais mandocello) est un instrument de musique à cordes pincées, le deuxième le plus grave de la famille des mandolines, pourvu de 4 chœurs doubles (comme la mandoline). Le mandoloncelle est à la mandoline ce que le violoncelle est au violon. Un des plus anciens mandoloncelles connus a été fabriqué par Giuseppe Presbler à Milan en 1796.
Son diapason est d'environ 59 cm et il s'accorde une octave plus basse que la mandole (Do-Sol-Ré-La), tout comme le violoncelle (qui s'accorde aussi une octave plus grave que l'alto). Le mandoloncelle est principalement utilisé dans les orchestres à plectre ou les quatuors de mandolines, sa fonction étant la même que celle du violoncelle dans les quatuors à cordes. Il est utilisé occasionnellement comme instrument soliste en musique classique pour des concertos ou des pièces écrites pour violoncelle. 
Inventé, semble-t-il, par le luthier Vinaccia à la fin du XIXe siècle et perfectionné vers 1900 par Raffaele Calace, le liuto cantabile est pourvu de 5 chœurs doubles (do-sol-ré-la-mi). Cet instrument pourrait donc être défini comme un mandoloncelle auquel on a ajouté un chœur supplémentaire dans l'aigu. Raffaele Calace, virtuose de la famille des mandolines au début du XXe siècle, a composé un certain nombre d’œuvres pour le liuto cantabile, instrument qui est encore fabriqué de nos jours par plusieurs luthiers italiens.
On retrouve parfois le mandoloncelle à fond plat dans la musique bluegrass et la musique folk.
Certains musiciens ont appelé à tort leur instrument mandoloncelle, comme Gérard Goron du groupe Tri Yann, alors qu'il s'agit d'une guitare douze cordes sur caisse de cistre. On peut entendre cet instrument hybride sur le morceau Si mort a mors.

## Dictionnaires d'accords et méthodes
- (en) Tobe A. Richards, The Mandocello Chord Bible : CGDA Standard Tuning 1,728 Chords, United Kingdom, Cabot Books, 2006 (ISBN 978-0-9553944-3-0) — Une bible d'accords et une introduction à l'instrument.

- (en) John Loesberg, Chords for Mandolin, Irish Banjo, Bouzouki, Tenor Mandola, Mandocello, Rep. of Ireland, Random House, 1989, 20 p., poche (ISBN 978-0-946005-47-5, OCLC 42276844) — 20 pages sur les accords les plus communs